# Кохання пополудні
«Кохання пополудні» (англ. Love in the Afternoon; США, 1957) — романтична комедія режисера Біллі Вайлдера з Одрі Гепберн та Гарі Купером у головних ролях. У фільмі також зіграв відомий французький актор і шансоньє Моріс Шевальє. Знято кінофільм за романом Клода Ане «Російська дівчина Аріана» (1920). У більшості європейських країн ішов під назвою «Аріана» (Ariane).

## Сюжет
Приваблива юна парижанка Аріана Шавесс (Одрі Гепберн) — майбутня віолончелістка, навчається в консерваторії. Вона живе разом з батьком Клодом (Моріс Шевальє) — приватним детективом, який заробляє на життя, вистежуючи невірних дружин і чоловіків. Об'єкт давнього інтересу його клієнтів — старіючий американський плейбой Френк Фленнеган (Гарі Купер).
Один з клієнтів, дізнавшись про інтригу Фленнегана зі своєю дружиною, приймає рішення застрелити кривдника. Він пробирається в готель « Ріц», де Фленнеган зустрічається зі своїми пасіями, але замість дружини виявляє в номері мільйонера Аріану. Підслухавши розмову в будинку батька, вона вирішила врятувати життя гульвіси і попередити його про підготовлюване вбивство …
Через рік доля знову зводить Аріану і Френка в Парижі. Щоб підстебнути його ревнощі, Аріана одягає маску фатальної жінки, розповідаючи йому про безліч своїх романів з успішними і багатими чоловіками. Насправді він перший, кого вона полюбила. Френк приходить у відчай від свого невідання: Аріана навіть не називає йому свого імені.
Щоб вивідати всю правду про дівчину, яка його зацікавила, Френк звертається за послугами до першого-ліпшого приватного детектива. Ним виявляється її батько, Клод Шавесс …

## У ролях
- Одрі Гепберн — Аріана Шавесс
- Гарі Купер — Френк Фленнеган
- Моріс Шевальє — Клод Шавесс
- Джон Макгівер — мосьє X
- Ван Дуад — Мішель

## Робота над фільмом
«Кохання пополудні» — один з трьох фільмів, знятих Вайлдером в 1957 році, і перший його досвід співпраці зі сценаристом І. А. Л. Даймондом. Сюжет картини заснований на романі К. Ані «Аріана, російська дівчина», який Уайлдер вже адаптував для великого екрану раніше (Scampolo, ein Kind der Strasse, 1932). За жанром і настроєм він близький до довоєнним робіт Ернста Любіча. Роль Клода Шавесса — одна з найвдаліших кіноробіт Моріса Шевальє і його перше за 20 років поява в голлівудському фільмі. Гарі Купер був узятий на роль Фленнегана тільки після того, як від неї відмовився Кері Грант. Фільм у американському прокаті провалився, проте стрічка була удостоєна премії гільдії письменників США — за найкращий комедійний сценарій. Права на його демонстрацію були продані європейським прокатникам; в Європі «Кохання пополудні» (під назвою «Аріана») була тепло прийнята публікою.